# Чемпіонат світу з хокею із шайбою 2010
Чемпіонат світу з хокею із шайбою 2010 — 74-й чемпіонат світу під егідою Міжнародної федерації хокею (ІІХФ), щорічний міжнародний хокейний турнір. Проходив з 7 по 23 травня 2010 року. Матчі проходили на «Ланксесс-Арені» в Кельні, на «САП-Арені» в Мангеймі, і один матч на «Фелтінс-Арені» в Гельзенкірхені.
Переможцем турніру стала збірна Чехії, яка здобула свій шостий титул чемпіонів світу. Збірна Чехії у фіналі перемогла збірну Росії з рахунком 2:1. Збірна Швеції здобула бронзові нагороди, перемігши збірну Німеччини 3:1 у матчі за третє місце.

## Вибір господаря турніру
Чотири європейські країни подали заявки на право проведення чемпіонату світу 2010:
- Німеччина
- Білорусь
- Швеція
- Словаччина

Словаччина і Швеція відзаявилися перед початком голосування для того, щоб зосередитись на чемпіонаті світу 2011. Усі країни, які подали заявки згодом отримали право приймати наступні чемпіонати світу: Словаччина отримала право приймати чемпіонат світу в 2011 році, Швеція в 2012 році (втім це потім віддали право в 2012 році проводити Фінляндії, а Швеції — в 2013 році), а Білорусь в 2014 році.
15 травня 2005 року, після першого туру голосування, яке проходило у Цюриху, Швейцарія президент ІІХФ Рене Фазель оголосив переможця. Білоруські заявлені міста Мінськ і Жодіно отримали лише 18 голосів, а Німеччина — 89. Німеччина або Східна Німеччина, раніше приймала чемпіонати світу 1930, 1955, 1975, 1983, 1993 і 2001, а також хокейний турнір зимових Олімпійських ігор 1936, який також рахувався як чемпіонат світу.
| Результати голосування | Результати голосування |
| Країни                 | Голоси                 |
| ---------------------- | ---------------------- |
| Німеччина              | 89                     |
| Білорусь               | 18                     |

- Словаччина відзаявилася від участі в голосуванні перед початком конгресу
- Швеція відзаявилася від участі в голосуванні перед початком конгресу

## Гімн, гасло, посли

«Stuck on Replay»

Офіційним гімном турніру є композиція гурту Scooter «Stuck on Replay». Це четвертий сингл з альбому Under The Radar Over The Top. Пісня вийшла 12 березня 2010 року в день концерту в Гамбурзі під час туру Under The Radar Over The Top.
Офіційне гасло турніру «НІМЕЧЧИНА НА ЛЬОДУ» (нім. DEUTSCHLAND AUF EIS) було представлене 2 вересня 2009 року на «Ланксесс-Арені».
Серед Послів чемпіонату світу канадець Вейн Грецькі, радянський воротар і десятиразовий чемпіон світу Владислав Третьяк і «Хокеїст століття Німеччини» Еріх Кюнгакль. Всі вони є членами Зали слави ІІХФ, і всі свого часу виступали на турнірах чемпіонатів світу. Також були особливі члени такі як Здено Хара, Петер Форсберг, Сергій Костіцин, Ярі Куррі, Кім Мартін, Марк Штрайт, Гейлі Вікенгайзер і Генрік Зеттерберг, які представляли антидопінгову кампанію «Акція зелених шайб».

## Антидопінгова акція
Міжнародна федерація хокею спільно зі Світовим антидопінговим агентством запустила кампанію, спрямовану на боротьбу проти застосування допінгу.
Логотипом цієї акції стали зелені шайби із різними слоганами, що закликають хокеїстів відмовитися від застосування допінгу. Такі шайби були використані під час розминок хокеїстів перед матчами чемпіонату світу: Німеччина — США (7 травня), Фінляндія — Данія (8 травня) і Швейцарія — Латвія (9 травня). Згодом ці шайби стануть сувенірами для вболівальників.

## Арени
| Кельн                            | Мангейм                     | Гельзенкірхен                    |
| Ланксесс-Арена Місткість: 18,500 | САП-Арена Місткість: 13,600 | Фельтінс-Арена Місткість: 76,152 |
|                                  |                             |                                  |

## Судді
ІІХФ обрала 16 головних суддів, і 16 лінійних, для забезпечення судійства на чемпіонаті світу 2010. Список суддей наступний:
| Головні судді 1. Владімір Балушка 2. Оле-Стіан Гансен 3. Рафаель Кадиров 4. Даніель Конч 5. Том Лааксонен 6. Ярі Левонен 7. Рік Лукер 8. Мілан Мінар | Головні судді 9. Марк Мілар 10. Костянтин Оленін 11. Сьорен Перссон 12. Даніель Пехачек 13. Кріс Севідж 14. Владімір Шиндлер 15. Патрік Шоберг 16. Том Стернз | Лінійні судді 1. Роже Арм 2. Даніель Бешар 3. Ерік Бугін 4. Девід Браун 5. Іван Дедюля 6. Ансіс Еглітіс 7. Томас Гемейнгардт 8. Костянтин Горденко | Лінійні судді 9. Франтішек Калівода 10. Крістіан Каспар 11. Андреас Коверт 12. Петер Сабельстрем 13. Антон Семенов 14. Юссі Терго 15. Мирослав Валах 16. Тобіас Верлі |

## Світовий рекорд на Фельтінс-Арені

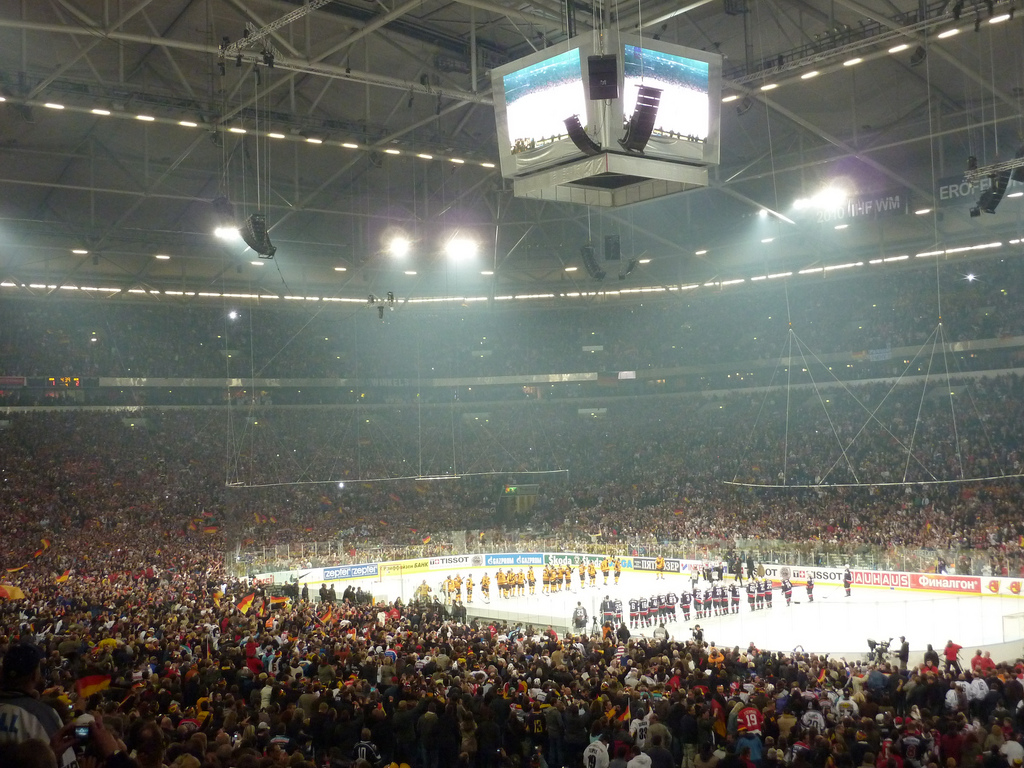
«Фельтінс-Арена», під час матчу чемпіонату світу встановлений абсолютний рекорд відвідуваності матчів чемпіонату світу: 77,803 глядачів.

Матч-відкриття 74-го чемпіонату світу з хокею відбувся на Фельтінс-Арені у Гельзенкірхені 7 травня між збірними Німеччиною та США. З цієї нагоди, була збільшення місткість стадіону (стадіон вміщував 76152 глядачів). Ця цифра вища від минулого рекорду відвідуваності хокейного матчу та становила 74554 глядачів. 
Про побиття попереднього рекорду оголосив під час другої перерви у матчі офіційний представник Книги рекордів Гіннесса, офіційно оголосили цифру у 77803 глядачів. Два гравці у складі збірної США Ерік Найстрьом та Девід Мосс, брали участь в матчі у штаті Мічиган 2001 року, таким чином вони стали єдиними гравцями, що мають відношення до обох світових рекордів. 
Загальний рекорд відвідуваності був побитий у грудні 2010 року на матчі «Мічиган штат» — «Мічиган» (на матчі було понад сто тисяч глядачів), хоча рекорд «Фельтінс-Арени» залишається найбільшим в історії для критого хокейного матчу.

## Країни
Наступні 16 країн кваліфікувалися до елітного дивізіону турніру: одна країна з Азії, 13 країн з Європи і дві країни з Північної Америки.
| Азія - Казахстан^ Європа - Білорусь* - Чехія* - Данія* - Фінляндія* - Франція* - Німеччина† - Італія^ | - Латвія* - Норвегія* - Росія* - Словаччина* - Швеція* - Швейцарія* Північна Америка - Канада* - США* |  |

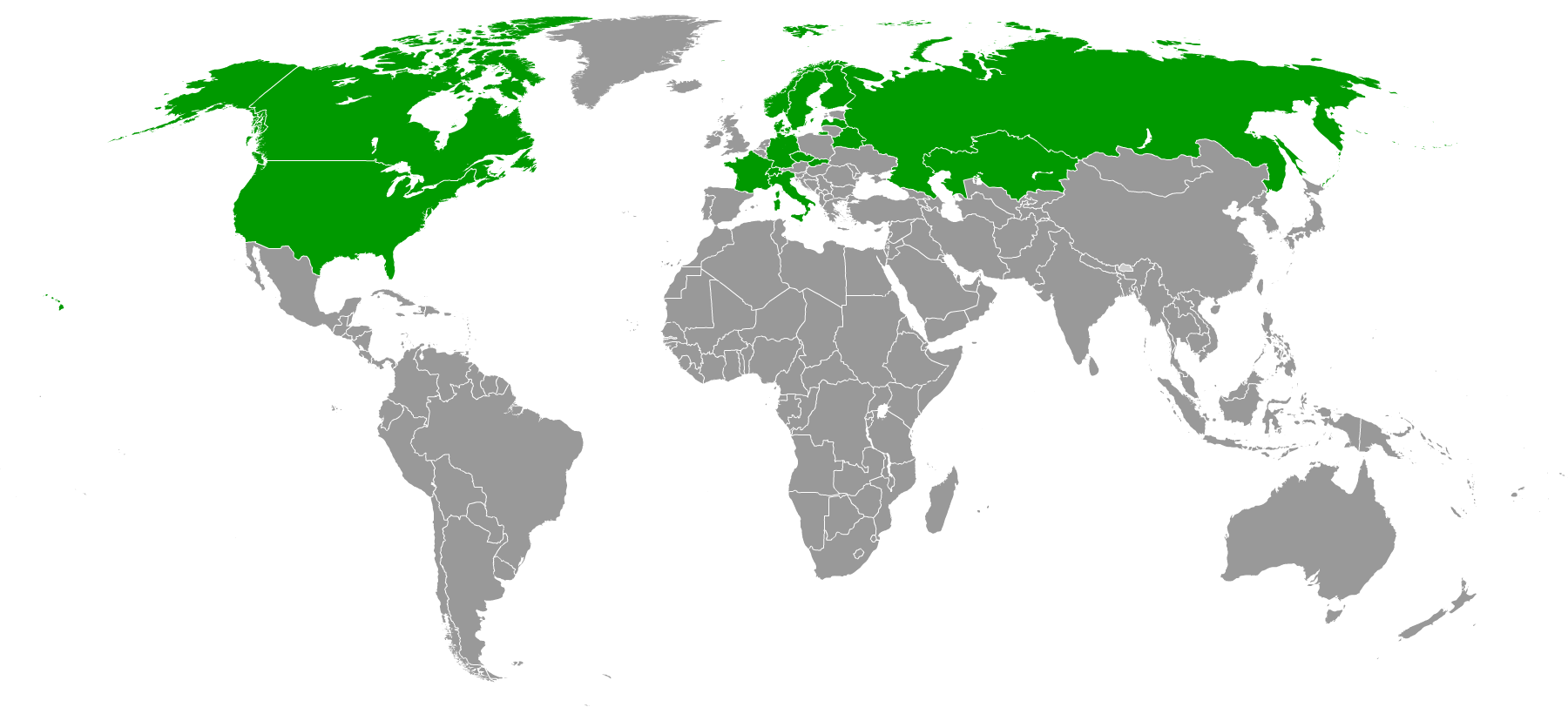
Країни, які кваліфікувалися на чемпіонат світу 2010 у Німеччині.

* = Автоматично кваліфікувались, посівши 13 найвищих місць на чемпіонаті світу 2009
^ = Кваліфікувались, вигравши чемпіонат світу 2009 (дивізіон I)
† = Кваліфікувалась як країна-господар турніру

## Посів і групи
Посів команд у попередньому раунді визначався за Світовим рейтингом ІІХФ 2009, який був укладений після завершення чемпіонату світу 2009. Очки, набрані на зимових Олімпійських іграх 2010 не були враховані. Команди були розподілені по групах згідно з посівом (у дужках відповідна позиція у світовому рейтингу):
| Група A - Росія (1) - Білорусь (8) - Словаччина (9) - Казахстан (18) | Група B - Канада (2) - Швейцарія (7) - Латвія (10) - Італія (15) | Група C - Швеція (3) - Чехія (6) - Норвегія (11) - Франція (14) | Група D - Фінляндія (4) - США (5) - Німеччина (12) - Данія (13) |

## Схема проведення
Спочатку 16 команд будуть розподілені на 4 групи по 4 команди, де всі зіграють одне коло кожна з кожною. Потім по 3 найсильніші команди утворюють дві групи по 6 команд. У них будуть зіграні тільки матчі з командами, з якими не грали на першому етапі. Потім по 4 найсильніші команди з груп 2-го етапу утворюють пари плей-оф (чвертьфінали, півфінали, фінал і матч за третє місце), де розіграють призові місця. Чотири найслабші команди 1-го етапу розіграють в одне коло, кожна з кожною, два місця на чемпіонат світу 2011, а дві інші вилетять до Дивізіону I.

## Попередній раунд
|  | Команда переходить у кваліфікаційний раунд |
|  | Команда змагається у турнірі на вибування  |

### Група A
| Команда    | І | П | ВО | ПО | П | ГЗ | ГП | Різ. | Очк. |
| ---------- | - | - | -- | -- | - | -- | -- | ---- | ---- |
| Росія      | 3 | 3 | 0  | 0  | 0 | 10 | 3  | +7   | 9    |
| Словаччина | 3 | 2 | 0  | 0  | 1 | 10 | 6  | +4   | 6    |
| Білорусь   | 3 | 1 | 0  | 0  | 2 | 8  | 9  | −1   | 3    |
| Казахстан  | 3 | 0 | 0  | 0  | 3 | 4  | 14 | −10  | 0    |

Час початку матчів місцевий 
| 9 травня 2010 16:15 | Білорусь | 5 : 2 (0:0, 2:2, 3:0) | Казахстан | Ланксесс-Арена, Кельн Глядачів: 6,125 |

| Протокол | Протокол                         | Протокол                                                      | Протокол                           | Протокол                      |
| --- | -------------------------------- | ------------------------------------------------------------- | ---------------------------------- | ----------------------------- |
| | Віталій Коваль 21 сейв/ 23 кидки | Голкіпери                                                     | Віталій Єремеєв 21 сейв/ 26 кидків | Арбітри: Оле Гансен Рік Лукер |
| Мелешко (Грабовський, Салей б) 32:09 Стефанович (Ковиршин) 33:39 Калюжний (Стасенко) 44:12 Салей (Калюжний б) 50:14 Демагін (Мелешко, Костюченок) 58:20 | 0:1 0:2 1:2 2:2 3:2 4:2 5:2      | 20:17 Дударев (Шафранов) 30:30 Антипін (Корєшков, Гаврилін б) |                                    | Арбітри: Оле Гансен Рік Лукер |
| 10 хв. | Вилучення                        | 12 хв.                                                        |                                    | Арбітри: Оле Гансен Рік Лукер |
| 26 | Кидки                            | 23                                                            |                                    | Арбітри: Оле Гансен Рік Лукер |

| 9 травня 2010 20:15 | Словаччина | 1 : 3 (0:1, 0:1, 1:1) | Росія | Ланксесс-Арена, Кельн Глядачів: 18,522 |

| Протокол                  | Протокол                      | Протокол                                                                       | Протокол                           | Протокол                          |
| ------------------------- | ----------------------------- | ------------------------------------------------------------------------------ | ---------------------------------- | --------------------------------- |
|                           | Петер Будай 31 сейв/ 33 кидки | Голкіпери                                                                      | Василь Кошечкін 32 сейви/ 34 кидки | Арбітри: Марк Мілар Патрік Шоберг |
| Маєський (Бартович) 43:51 | 0:1 0:2 1:2 1:3               | 14:14 Афіногенов (Козлов, Кульомін) 29:23 Овечкін (Федоров) 59:06 Козлов (гпв) |                                    | Арбітри: Марк Мілар Патрік Шоберг |
| 8 хв.                     | Вилучення                     | 8 хв.                                                                          |                                    | Арбітри: Марк Мілар Патрік Шоберг |
| 33                        | Кидки                         | 34                                                                             |                                    | Арбітри: Марк Мілар Патрік Шоберг |

| 11 травня 2010 16:15 | Росія | 4 : 1 (1:0, 2:0, 1:1) | Казахстан | Ланксесс-Арена, Кельн Глядачів: 9,274 |

| Протокол | Протокол                                | Протокол                 | Протокол                             | Протокол                       |
| --- | --------------------------------------- | ------------------------ | ------------------------------------ | ------------------------------ |
| | Олександр Єременко 18 сейвів/ 19 кидків | Голкіпери                | Віталій Єремеєв 25 сейвів/ 29 кидків | Арбітри: Рік Лукер Мілан Мінар |
| Овечкін (Сьомін, Федоров б) 10:20 Ковальчук (Сьомін) 20:42 Сьомін 37:55 Гребешков (Афіногенов, Кульомін) 43:22 | 1:0 2:0 3:0 4:0 4:1                     | 57:59 Дударєв (Шафранов) |                                      | Арбітри: Рік Лукер Мілан Мінар |
| 6 хв. | Вилучення                               | 10 хв.                   |                                      | Арбітри: Рік Лукер Мілан Мінар |
| 29 | Кидки                                   | 19                       |                                      | Арбітри: Рік Лукер Мілан Мінар |

| 11 травня 2010 20:15 | Білорусь | 2 : 4 (2:0, 0:2, 0:2) | Словаччина | Ланксесс-Арена, Кельн Глядачів: 8,862 |

| Протокол                                                       | Протокол                           | Протокол | Протокол                         | Протокол                            |
| -------------------------------------------------------------- | ---------------------------------- | --- | -------------------------------- | ----------------------------------- |
|                                                                | Віталій Коваль 20 сейвів/ 24 кидки | Голкіпери | Петер Будай 25 сейвів/ 27 кидків | Арбітри: Крістер Ларкін Кріс Севідж |
| Демагін (Стась, Мелешко) 04:29 Калюжний (Стась, Мелешко) 09:03 | 1:0 2:0 1:2 2:2 2:3 2:4            | 22:42 Черник (Лінтнер б) 30:07 Бартович (Паник, Лінтнер) 44:07 Заграпан (Секера б) 59:06 Бартович (Паник, Подконицький) |                                  | Арбітри: Крістер Ларкін Кріс Севідж |
| 12 хв.                                                         | Вилучення                          | 8 хв. |                                  | Арбітри: Крістер Ларкін Кріс Севідж |
| 27                                                             | Кидки                              | 24 |                                  | Арбітри: Крістер Ларкін Кріс Севідж |

| 13 травня 2010 16:15 | Росія | 3 : 1 (1:0, 2:0, 0:1) | Білорусь | Ланксесс-Арена, Кельн Глядачів: 17,540 |

| Протокол                                                                                       | Протокол        | Протокол                | Протокол     | Протокол                        |
| ---------------------------------------------------------------------------------------------- | --------------- | ----------------------- | ------------ | ------------------------------- |
|                                                                                                | Семен Варламов  | Голкіпери               | Андрій Мезін | Арбітри: Оле Гансен Марк Мюларт |
| Мозякін (Сушинський, Нікулін б) 10:45 Овечкін (Федоров) 32:21 Анісімов (Мозякін, Атюшов) 34:03 | 1:0 2:0 3:0 3:1 | 47:30 Калюжний (Угаров) |              | Арбітри: Оле Гансен Марк Мюларт |
| 6 хв.                                                                                          | Вилучення       | 8 хв.                   |              | Арбітри: Оле Гансен Марк Мюларт |
| 38                                                                                             | Кидки           | 20                      |              | Арбітри: Оле Гансен Марк Мюларт |

| 13 травня 2010 20:15 | Казахстан | 1 : 5 (0:1, 0:2, 1:2) | Словаччина | Ланксесс-Арена, Кельн Глядачів: 13,556 |

| Протокол                 | Протокол                | Протокол | Протокол    | Протокол                                |
| ------------------------ | ----------------------- | --- | ----------- | --------------------------------------- |
|                          | Віталій Єремеєв         | Голкіпери | Петер Будай | Арбітри: Владімір Шиндлер Патрік Шоберг |
| Дударєв (Колєдаєв) 44:03 | 0:1 0:2 0:3 1:3 1:4 1:5 | 16:30 Заграпан (Секера, Маєський) 25:04 Черник (Сватош) 33:52 Черник (Лінтнер) 54:18 Татар (шк) 58:05 Подконицький (Фрюгауф, Староста) |             | Арбітри: Владімір Шиндлер Патрік Шоберг |
| 8 хв.                    | Вилучення               | 6 хв. |             | Арбітри: Владімір Шиндлер Патрік Шоберг |
| 36                       | Кидки                   | 37 |             | Арбітри: Владімір Шиндлер Патрік Шоберг |

### Група B
| Команда   | І | П | ВО | ПО | П | ГЗ | ГП | Різ. | Очк. |
| --------- | - | - | -- | -- | - | -- | -- | ---- | ---- |
| Швейцарія | 3 | 3 | 0  | 0  | 0 | 10 | 2  | +8   | 9    |
| Канада    | 3 | 2 | 0  | 0  | 1 | 12 | 6  | +6   | 6    |
| Латвія    | 3 | 1 | 0  | 0  | 2 | 7  | 11 | −4   | 3    |
| Італія    | 3 | 0 | 0  | 0  | 3 | 3  | 13 | −10  | 0    |

Час початку матчів місцевий 
| 8 травня 2010 16:15 | Канада | 5 : 1 (2:1, 2:0, 1:0) | Італія | САП-Арена, Мангейм Глядачів: 7,912 |

| Протокол | Протокол                | Протокол                             | Протокол                      | Протокол                              |
| --- | ----------------------- | ------------------------------------ | ----------------------------- | ------------------------------------- |
| | Кріс Мейсон             | Голкіпери                            | Адам Руссо Даніель Белліссімо | Арбітри: Владімір Балушка Даніел Конц |
| Перрі (Стемкос, Бурк) 02:43 Расселл (Вітні) 19:12 Дюшейн (Вітні, Бернс) 25:57 Стемкос (Дюшейн, Каміскі) 30:37 Бурк (Маєрс) 57:19 | 1:0 1:1 2:1 3:1 4:1 5:1 | 12:44 Страдзабоско (Пластіно, Парко) |                               | Арбітри: Владімір Балушка Даніел Конц |
| 12 хв. | Вилучення               | 18 хв.                               |                               | Арбітри: Владімір Балушка Даніел Конц |
| 45 | Кидки                   | 24                                   |                               | Арбітри: Владімір Балушка Даніел Конц |

| 8 травня 2010 20:15 | Швейцарія | 3 : 1 (1:0, 1:0, 1:1) | Латвія | САП-Арена, Мангейм Глядачів: 7,089 |

| Протокол                                                      | Протокол        | Протокол                       | Протокол          | Протокол                            |
| ------------------------------------------------------------- | --------------- | ------------------------------ | ----------------- | ----------------------------------- |
|                                                               | Мартін Гербер   | Голкіпери                      | Едгарс Масальскіс | Арбітри: Том Лааксонен Томас Стернс |
| Амбюль (Брюннер, Монне) 02:26 Жозі 22:28 Рютеманн 59:58 (шпв) | 1:0 2:0 2:1 3:1 | 42:35 Мейя (Шталс, Є. Редліхс) |                   | Арбітри: Том Лааксонен Томас Стернс |
| 6 хв.                                                         | Вилучення       | 6 хв.                          |                   | Арбітри: Том Лааксонен Томас Стернс |
| 31                                                            | Кидки           | 22                             |                   | Арбітри: Том Лааксонен Томас Стернс |

| 10 травня 2010 16:15 | Швейцарія | 3 : 0 (0:0, 1:0, 2:0) | Італія | САП-Арена, Мангейм Глядачів: 5,971 |

| Протокол                                                             | Протокол      | Протокол  | Протокол           | Протокол                                 |
| -------------------------------------------------------------------- | ------------- | --------- | ------------------ | ---------------------------------------- |
|                                                                      | Мартін Гербер | Голкіпери | Даніель Белліссімо | Арбітри: Рафаїль Кадиров Даніель Пехачек |
| Монне (Зегер) 21:20 Брюннер (Саварі, Жозі б) 46:39 Плюсс 59:44 (шпв) | 1:0 2:0 3:0   |           |                    | Арбітри: Рафаїль Кадиров Даніель Пехачек |
| 10 хв.                                                               | Вилучення     | 10 хв.    |                    | Арбітри: Рафаїль Кадиров Даніель Пехачек |
| 52                                                                   | Кидки         | 15        |                    | Арбітри: Рафаїль Кадиров Даніель Пехачек |

| 10 травня 2010 20:15 | Латвія | 1 : 6 (0:2, 0:4, 1:0) | Канада | САП-Арена, Мангейм Глядачів: 5,501 |

| Протокол                 | Протокол                          | Протокол | Протокол                | Протокол                              |
| ------------------------ | --------------------------------- | --- | ----------------------- | ------------------------------------- |
|                          | Мартінс Райтумс Едгарс Масальскіс | Голкіпери | Кріс Мейсон Чед Джонсон | Арбітри: Даніел Конц Костянтин Оленін |
| Пуяц (Шталс, Мейя) 50:25 | 0:1 0:2 0:3 0:4 0:5 0:6 1:6       | 01:59 Таварес (Расселл, Перрі б) 18:19 Стемкос (Расселл, Перрі б) 25:30 Джордано (Вітні, Каміскі б) 26:58 Таварес (Перрі б) 30:07 Дауні (Бернс) 39:96 Джордано (Кейн, Певерлі) |                         | Арбітри: Даніел Конц Костянтин Оленін |
| 14 хв.                   | Вилучення                         | 18 хв. |                         | Арбітри: Даніел Конц Костянтин Оленін |
| 24                       | Кидки                             | 32 |                         | Арбітри: Даніел Конц Костянтин Оленін |

| 12 травня 2010 16:15 | Італія | 2 : 5 (1:1, 0:1, 1:3) | Латвія | САП-Арена, Мангейм Глядачів: 4,029 |

| Протокол                                   | Протокол                    | Протокол | Протокол          | Протокол                              |
| ------------------------------------------ | --------------------------- | --- | ----------------- | ------------------------------------- |
|                                            | Адам Руссо                  | Голкіпери | Едгарс Масальскіс | Арбітри: Владімір Балушка Ярі Левонен |
| Де Маркі (Соуза) 14:45 Сканделла 43:28 (б) | 0:1 1:1 1:2 1:3 2:3 2:4 2:5 | 00:50 Даугавіньш (Спруктс) 28:26 Ніживій (Васильєвс, Пуяц) 41:56 Рекіс (Пуяц, Ніживій б) 57:13 Даугавіньш (Карсумс б) 59:09 Карсумс (Ципуліс шпв) |                   | Арбітри: Владімір Балушка Ярі Левонен |
| 12 хв.                                     | Вилучення                   | 8 хв. |                   | Арбітри: Владімір Балушка Ярі Левонен |
| 26                                         | Кидки                       | 38 |                   | Арбітри: Владімір Балушка Ярі Левонен |

| 12 травня 2010 20:15 | Канада | 1 : 4 (1:2, 0:1, 0:1) | Швейцарія | САП-Арена, Мангейм Глядачів: 12,500 |

| Протокол                | Протокол            | Протокол | Протокол      | Протокол                            |
| ----------------------- | ------------------- | --- | ------------- | ----------------------------------- |
|                         | Кріс Мейсон         | Голкіпери | Тобіас Штефан | Арбітри: Том Лааксонен Томас Стернс |
| Таварес (Дюшейн, Вітні) | 0:1 0:2 1:2 1:3 1:4 | 11:47 Рютеманн (Дерунс, Плюсс) 14:03 Плюсс (Дерунс, Рютеманн) 21:38 Амбюль (Ромі, Жозі) 45:29 Дерунс (Плюсс, Рютеманн) |               | Арбітри: Том Лааксонен Томас Стернс |
| 4 хв.                   | Вилучення           | 10 хв. |               | Арбітри: Том Лааксонен Томас Стернс |
| 32                      | Кидки               | 18 |               | Арбітри: Том Лааксонен Томас Стернс |

### Група C
| Команда  | І | П | ВО | ПО | П | ГЗ | ГП | Різ. | Очк. |
| -------- | - | - | -- | -- | - | -- | -- | ---- | ---- |
| Швеція   | 3 | 2 | 0  | 0  | 1 | 9  | 6  | +3   | 6    |
| Чехія    | 3 | 2 | 0  | 0  | 1 | 10 | 6  | +4   | 6    |
| Норвегія | 3 | 2 | 0  | 0  | 1 | 10 | 8  | +2   | 6    |
| Франція  | 3 | 0 | 0  | 0  | 3 | 5  | 14 | −9   | 0    |

Час початку матчів місцевий 
| 9 травня 2010 16:15 | Чехія | 6 : 2 (2:0, 2:0, 2:2) | Франція | САП-Арена, Мангейм Глядачів: 3,132 |

| Протокол | Протокол                        | Протокол                                      | Протокол     | Протокол                              |
| --- | ------------------------------- | --------------------------------------------- | ------------ | ------------------------------------- |
| | Томаш Вокоун                    | Голкіпери                                     | Фабріс Ленрі | Арбітри: Ярі Левонен Костянтин Оленін |
| Губачек (Ягр) 00:44 Новотний (Новак б) 11:43 Гржегоржек (Новотний) 23:23 Рахунек (Клепіш, Ягр б) 25:04 Кашпар (Новотний, Вампола) 46:06 Блатяк (Клепіш, Ягр б) 59:27 | 1:0 2:0 3:0 4:0 5:0 5:1 5:2 6:2 | 46:27 Трей (Меньє) 48:37 Меньє (Трей, Тардіф) |              | Арбітри: Ярі Левонен Костянтин Оленін |
| 8 хв. | Вилучення                       | 18 хв.                                        |              | Арбітри: Ярі Левонен Костянтин Оленін |
| 41 | Кидки                           | 22                                            |              | Арбітри: Ярі Левонен Костянтин Оленін |

| 9 травня 2010 20:15 | Норвегія | 2 : 5 (0:2, 1:0, 1:3) | Швеція | САП-Арена, Мангейм Глядачів: 5,022 |

| Протокол                                                                | Протокол                    | Протокол | Протокол         | Протокол                                 |
| ----------------------------------------------------------------------- | --------------------------- | --- | ---------------- | ---------------------------------------- |
|                                                                         | Поль Гротнес                | Голкіпери | Йонас Густавссон | Арбітри: Рафаїль Кадиров Даніель Пехачек |
| Торесен (Фредріксон, Голес б) 20:20 Солберг (Торесен, Фредріксон) 44:57 | 0:1 0:2 1:2 2:2 2:3 2:4 2:5 | 06:43 Вейнгандль (Пяяйарві-Свенссон) 12:45 Карлссон (Валлін б) 47:08 Вейнгандль (Пяяйарві-Свенссон) 54:31 Пяяйарві-Свенссон (Валлін) 57:43 Вейнгандль (Енгквіст б) |                  | Арбітри: Рафаїль Кадиров Даніель Пехачек |
| 10 хв.                                                                  | Вилучення                   | 14 хв. |                  | Арбітри: Рафаїль Кадиров Даніель Пехачек |
| 21                                                                      | Кидки                       | 44 |                  | Арбітри: Рафаїль Кадиров Даніель Пехачек |

| 11 травня 2010 16:15 | Чехія | 2 : 3 (0:1, 1:1, 1:1) | Норвегія | САП-Арена, Мангейм Глядачів: 2,256 |

| Протокол                                            | Протокол            | Протокол                                                                                         | Протокол     | Протокол                            |
| --------------------------------------------------- | ------------------- | ------------------------------------------------------------------------------------------------ | ------------ | ----------------------------------- |
|                                                     | Ондржей Павелець    | Голкіпери                                                                                        | Поль Гротнес | Арбітри: Том Лааксонен Томас Стернс |
| Ягр (Розсівал, Клепіш б2) 27:56 Ягр (Рахунек) 53:09 | 0:1 1:1 1:2 1:3 2:3 | 12:09 Аасен (Торесен, Якобсен) 30:13 Фредріксен (Естлі, Торесен) 44:23 Бастіансен (Олімб, Спетс) |              | Арбітри: Том Лааксонен Томас Стернс |
| 12 хв.                                              | Вилучення           | 22 хв.                                                                                           |              | Арбітри: Том Лааксонен Томас Стернс |
| 46                                                  | Кидки               | 15                                                                                               |              | Арбітри: Том Лааксонен Томас Стернс |

| 11 травня 2010 20:15 | Швеція | 3 : 2 (1:0, 2:0, 0:2) | Франція | САП-Арена, Мангейм Глядачів: 3,268 |

| Протокол                                                                                 | Протокол            | Протокол                                 | Протокол               | Протокол                              |
| ---------------------------------------------------------------------------------------- | ------------------- | ---------------------------------------- | ---------------------- | ------------------------------------- |
|                                                                                          | Якоб Маркстрем      | Голкіпери                                | Едді Фері Фабріс Ленрі | Арбітри: Владімір Балушка Ярі Левонен |
| Гуннарссон (Умарк, Перссон) 17:49 Андерссон (Нюландер) 22:34 Хар'ю (Умарк, Бекман) 27:44 | 1:0 2:0 3:0 3:1 3:2 | 44:34 Трей 54:05 Тардіф (Да Коста, Амар) |                        | Арбітри: Владімір Балушка Ярі Левонен |
| 6 хв.                                                                                    | Вилучення           | 6 хв.                                    |                        | Арбітри: Владімір Балушка Ярі Левонен |
| 45                                                                                       | Кидки               | 23                                       |                        | Арбітри: Владімір Балушка Ярі Левонен |

| 13 травня 2010 16:15 | Франція | 1 : 5 (1:0, 0:1, 0:4) | Норвегія | САП-Арена, Мангейм Глядачів: 4,403 |

| Протокол               | Протокол                | Протокол | Протокол                | Протокол                             |
| ---------------------- | ----------------------- | --- | ----------------------- | ------------------------------------ |
|                        | Фабріс Ленрі            | Голкіпери | Поль Гротнес Рубен Сміт | Арбітри: Даніел Конц Даніель Пехачек |
| Да Коста (Овітю) 12:49 | 1:0 1:1 1:2 1:3 1:4 1:5 | 32:02 Лоренцен (Реймарк, Форсберг) 42:34 Аасен (Торесен, Естлі б) 47:19 Бастіансен 48:42 Торесен (Аасен) 56:57 Олімб (шк) |                         | Арбітри: Даніел Конц Даніель Пехачек |
| 36 хв.                 | Вилучення               | 56 хв. |                         | Арбітри: Даніел Конц Даніель Пехачек |
| 27                     | Кидки                   | 40 |                         | Арбітри: Даніел Конц Даніель Пехачек |

| 13 травня 2010 20:15 | Швеція | 1 : 2 (0:1, 1:1, 0:0) | Чехія | САП-Арена, Мангейм Глядачів: 12,500 |

| Протокол                         | Протокол         | Протокол                                          | Протокол     | Протокол                                  |
| -------------------------------- | ---------------- | ------------------------------------------------- | ------------ | ----------------------------------------- |
|                                  | Йонас Густавссон | Голкіпери                                         | Томаш Вокоун | Арбітри: Рафаїль Кадиров Костянтин Оленін |
| Пяяйарві-Свенссон (Валлін) 24:03 | 0:1 1:1 1:2      | 0:54 Ролінек (м) 29:18 Губачек (Новотний, Вокоун) |              | Арбітри: Рафаїль Кадиров Костянтин Оленін |
| 16 хв.                           | Вилучення        | 12 хв.                                            |              | Арбітри: Рафаїль Кадиров Костянтин Оленін |
| 32                               | Кидки            | 37                                                |              | Арбітри: Рафаїль Кадиров Костянтин Оленін |

### Група D
| Команда   | І | П | ВО | ПО | П | ГЗ | ГП | Різ. | Очк. |
| --------- | - | - | -- | -- | - | -- | -- | ---- | ---- |
| Фінляндія | 3 | 2 | 0  | 0  | 1 | 5  | 6  | −1   | 6    |
| Німеччина | 3 | 1 | 1  | 0  | 1 | 5  | 3  | +2   | 5    |
| Данія     | 3 | 1 | 1  | 0  | 1 | 7  | 5  | +2   | 5    |
| США       | 3 | 0 | 0  | 2  | 1 | 4  | 7  | −3   | 2    |

Час початку матчів місцевий 
| 7 травня 2010 20:15 | США | 1 : 2 ОТ (0:0, 0:1, 1:0) (ОТ: 0:1) | Німеччина | Фелтінс-Арена, Гельзенкірхен Глядачів: 77,803 |

| Протокол     | Протокол         | Протокол                                      | Протокол      | Протокол                            |
| ------------ | ---------------- | --------------------------------------------- | ------------- | ----------------------------------- |
|              | Скотт Клемменсен | Голкіпери                                     | Денніс Ендрас | Арбітри: Крістер Ларкін Кріс Севідж |
| Картер 48:28 | 0:1 1:1 1:2      | 25:20 Вольф (Мюллер, Улльманн) 60:21 Шюц (ОТ) |               | Арбітри: Крістер Ларкін Кріс Севідж |
| 8 хв.        | Вилучення        | 8 хв.                                         |               | Арбітри: Крістер Ларкін Кріс Севідж |
| 32           | Кидки            | 20                                            |               | Арбітри: Крістер Ларкін Кріс Севідж |

| 8 травня 2010 20:15 | Фінляндія | 1 : 4 (1:2, 0:1, 0:1) | Данія | Ланксесс-Арена, Кельн Глядачів: 11,452 |

| Протокол                            | Протокол            | Протокол                                                                                            | Протокол          | Протокол                        |
| ----------------------------------- | ------------------- | --------------------------------------------------------------------------------------------------- | ----------------- | ------------------------------- |
|                                     | Пекка Рінне         | Голкіпери                                                                                           | Фредерік Андерсен | Арбітри: Рік Лукер Мілан Мінарж |
| Контіола (Аалтонен, Нуммелін) 06:47 | 0:1 0:2 1:2 1:3 1:4 | 02:20 Ф. Нільсен (Стаал, Якобсен) 05:19 Регін (Дегн) 21:19 Якобсен (Дреслер) 59:13 Ф. Нільсен (шпв) |                   | Арбітри: Рік Лукер Мілан Мінарж |
| 2 хв.                               | Вилучення           | 14 хв.                                                                                              |                   | Арбітри: Рік Лукер Мілан Мінарж |
| 37                                  | Кидки               | 16                                                                                                  |                   | Арбітри: Рік Лукер Мілан Мінарж |

| 10 травня 2010 16:15 | США | 1 : 2 ОТ (1:2, 0:1, 0:1) (ОТ: 0:1) | Данія | Ланксесс-Арена, Кельн Глядачів: 8,985 |

| Протокол                       | Протокол         | Протокол                                            | Протокол         | Протокол                             |
| ------------------------------ | ---------------- | --------------------------------------------------- | ---------------- | ------------------------------------ |
|                                | Скотт Клемменсен | Голкіпери                                           | Патрік Гальбрайт | Арбітри: Оле Гансен Владімір Шиндлер |
| Яндл (Окпосо, Джонсон б) 32:03 | 0:1 1:1 1:2      | 28:52 Еллер (Ф. Нільсен, Регін б) 62:04 Лассен (ОТ) |                  | Арбітри: Оле Гансен Владімір Шиндлер |
| 8 хв.                          | Вилучення        | 10 хв.                                              |                  | Арбітри: Оле Гансен Владімір Шиндлер |
| 31                             | Кидки            | 29                                                  |                  | Арбітри: Оле Гансен Владімір Шиндлер |

| 10 травня 2010 20:15 | Німеччина | 0 : 1 (0:0, 0:1, 0:0) | Фінляндія | Ланксесс-Арена, Кельн Глядачів: 18,654 |

| Протокол | Протокол  | Протокол                | Протокол      | Протокол                              |
| -------- | --------- | ----------------------- | ------------- | ------------------------------------- |
|          | Роб Цепп  | Голкіпери               | Петрі Ваханен | Арбітри: Крістер Ларкін Патрік Шоберг |
|          | 0:1       | 25:18 Іммонен (Йокінен) |               | Арбітри: Крістер Ларкін Патрік Шоберг |
| 8 хв.    | Вилучення | 6 хв.                   |               | Арбітри: Крістер Ларкін Патрік Шоберг |
| 28       | Кидки     | 37                      |               | Арбітри: Крістер Ларкін Патрік Шоберг |

| 12 травня 2010 16:15 | Данія | 1 : 3 (1:1, 0:2, 0:0) | Німеччина | Ланксесс-Арена, Кельн Глядачів: 18,623 |

| Протокол                        | Протокол         | Протокол                                                | Протокол      | Протокол                         |
| ------------------------------- | ---------------- | ------------------------------------------------------- | ------------- | -------------------------------- |
|                                 | Патрік Гальбрайт | Голкіпери                                               | Денніс Ендрас | Арбітри: Марк Міларт Кріс Севідж |
| Ларсен (Регін, Дамгорд б2) 3:40 | 1:0 1:1 1:2 1:3  | 8:40 М. Гоч (Зульцер б) 33:28 Шюц (Крюгер) 35:09 Н. Гоч |               | Арбітри: Марк Міларт Кріс Севідж |
| 14 хв.                          | Вилучення        | 12 хв.                                                  |               | Арбітри: Марк Міларт Кріс Севідж |
| 24                              | Кидки            | 30                                                      |               | Арбітри: Марк Міларт Кріс Севідж |

| 12 травня 2010 20:15 | Фінляндія | 3 : 2 (0:1, 1:0, 2:1) | США | Ланксесс-Арена, Кельн Глядачів: 17,633 |

| Протокол                                                                                        | Протокол            | Протокол                                        | Протокол         | Протокол                              |
| ----------------------------------------------------------------------------------------------- | ------------------- | ----------------------------------------------- | ---------------- | ------------------------------------- |
|                                                                                                 | Петрі Веханен       | Голкіпери                                       | Скотт Клемменсен | Арбітри: Мілан Мінар Владімір Шиндлер |
| Комаров (Іммонен, Пуйстола) 35:52 Нуммелін (Мяенпяя б) 40:18 Капанен (Нуммелін, Аалтонен) 57:58 | 0:1 1:1 2:1 3:1 3:2 | 3:30 Мосс (Джонсон, Крейдер) 59:43 Оші (Яндл м) |                  | Арбітри: Мілан Мінар Владімір Шиндлер |
| 2 хв.                                                                                           | Вилучення           | 6 хв.                                           |                  | Арбітри: Мілан Мінар Владімір Шиндлер |
| 43                                                                                              | Кидки               | 22                                              |                  | Арбітри: Мілан Мінар Владімір Шиндлер |

## Кваліфікаційний раунд
|  | Команда, що переходить у раунд плей-оф |
|  | Команда, що припиняє подальшу участь   |

### Група E
| Команда    | І | П | ВО | ПО | П | ГЗ | ГП | Різ. | Очк. |
| ---------- | - | - | -- | -- | - | -- | -- | ---- | ---- |
| Росія      | 5 | 5 | 0  | 0  | 0 | 20 | 5  | +15  | 15   |
| Фінляндія  | 5 | 3 | 0  | 0  | 2 | 9  | 11 | −2   | 9    |
| Німеччина  | 5 | 2 | 0  | 1  | 2 | 8  | 8  | 0    | 7    |
| Данія      | 5 | 2 | 0  | 0  | 3 | 13 | 12 | +1   | 6    |
| Білорусь   | 5 | 1 | 1  | 0  | 3 | 7  | 11 | −4   | 5    |
| Словаччина | 5 | 1 | 0  | 0  | 4 | 8  | 18 | −10  | 3    |

Час початку матчів місцевий (UTC+2)
| 14 травня 2010 16:15 | Словаччина | 0 : 6 (0:6, 0:0, 0:0) | Данія | Ланксесс-Арена, Кельн Глядачів: 4,442 |

| Протокол | Протокол                    | Протокол | Протокол         | Протокол                           |
| -------- | --------------------------- | --- | ---------------- | ---------------------------------- |
|          | Петер Будай Растіслав Станя | Голкіпери | Патрік Гальбрайт | Арбітри: Оле Гансен Крістер Ларкін |
|          | 0:1 0:2 0:3 0:4 0:5 0:6     | 1:05 Регін (Бодкер, Нільсен) 4:20 Ларсен (Дамгорд, Регін б2) 4:40 Крістенсен (Греен, Регін б) 10:52 Мадсен (Нільсен, Еллер б) 12:21 Греен (Дегн) 13:42 Лассен (Еллер, Мадсен) |                  | Арбітри: Оле Гансен Крістер Ларкін |
| 14 хв.   | Вилучення                   | 2 хв. |                  | Арбітри: Оле Гансен Крістер Ларкін |
| 26       | Кидки                       | 34 |                  | Арбітри: Оле Гансен Крістер Ларкін |

| 14 травня 2010 20:15 | Фінляндія | 2 : 0 (0:0, 2:0, 0:0) | Білорусь | Ланксесс-Арена, Кельн Глядачів: 5,273 |

| Протокол                                                        | Протокол    | Протокол  | Протокол     | Протокол                         |
| --------------------------------------------------------------- | ----------- | --------- | ------------ | -------------------------------- |
|                                                                 | Пекка Рінне | Голкіпери | Андрій Мезін | Арбітри: Рік Лукер Патрік Шоберг |
| Іммонен (Мієттінен б) 27:23 Хютенен (Пільстрем, Пуйстола) 32:19 | 1:0 2:0     |           |              | Арбітри: Рік Лукер Патрік Шоберг |
| 6 хв.                                                           | Вилучення   | 12 хв.    |              | Арбітри: Рік Лукер Патрік Шоберг |
| 32                                                              | Кидки       | 18        |              | Арбітри: Рік Лукер Патрік Шоберг |

| 15 травня 2010 20:15 | Росія | 3 : 2 (1:0, 1:1, 1:1) | Німеччина | Ланксесс-Арена, Кельн Глядачів: 18,343 |

| Протокол                                                                                    | Протокол            | Протокол                                                       | Протокол      | Протокол                               |
| ------------------------------------------------------------------------------------------- | ------------------- | -------------------------------------------------------------- | ------------- | -------------------------------------- |
|                                                                                             | Семен Варламов      | Голкіпери                                                      | Дмитро Кочнєв | Арбітри: Мілан Мінарж Владімір Шиндлер |
| Ковальчук (Фролов, Ємелін) 14:20 Кульомін (Афіногенов, Козлов) 26:10 Овечкін (Сьомін) 49:46 | 1:0 2:0 2:1 3:1 3:2 | 39:59 Ергофф (Вольф, Госпельт) 53:39 Барта (Фельскі, Кройтцер) |               | Арбітри: Мілан Мінарж Владімір Шиндлер |
| 8 хв.                                                                                       | Вилучення           | 8 хв.                                                          |               | Арбітри: Мілан Мінарж Владімір Шиндлер |
| 36                                                                                          | Кидки               | 34                                                             |               | Арбітри: Мілан Мінарж Владімір Шиндлер |

| 16 травня 2010 16:15 | Данія | 1 : 6 (0:2, 1:1, 0:3) | Росія | Ланксесс-Арена, Кельн Глядачів: 5,789 |

| Протокол                          | Протокол                    | Протокол | Протокол        | Протокол                           |
| --------------------------------- | --------------------------- | --- | --------------- | ---------------------------------- |
|                                   | Фредерік Андерсен           | Голкіпери | Василь Кошечкін | Арбітри: Оле Гансен Крістер Ларкін |
| Крістенсен (Регін, Стал, PP) 25:0 | 0:1 0:2 1:2 1:3 1:4 1:5 1:6 | 15:07 Дацюк (Ковальчук, Малкін) 19:12 Овечкін (Федоров м) 33:40 Малкін (Ковальчук, Дацюк б) 47:51 Дацюк (Малкін, Ковальчук) 50:51 Дацюк (шк) 52:26 Кульомін (Афіногенов, Анісімов) |                 | Арбітри: Оле Гансен Крістер Ларкін |
| 10 хв.                            | Вилучення                   | 12 хв. |                 | Арбітри: Оле Гансен Крістер Ларкін |
| 31                                | Кидки                       | 32 |                 | Арбітри: Оле Гансен Крістер Ларкін |

| 16 травня 2010 20:15 | Німеччина | 1 : 2 ОТ (0:1, 0:0, 1:0, ОТ 0:1) | Білорусь | Ланксесс-Арена, Кельн Глядачів: 11,748 |

| Протокол                | Протокол      | Протокол                                                                  | Протокол     | Протокол                         |
| ----------------------- | ------------- | ------------------------------------------------------------------------- | ------------ | -------------------------------- |
|                         | Денніс Ендрас | Голкіпери                                                                 | Андрій Мезін | Арбітри: Марк Мюларт Кріс Севідж |
| Мюллер (Фельські) 59:06 | 0:1 1:1 1:2   | 6:43 Михальов (Чуприс, Ковиршин) 64:45 Калюжний (Грабовський, Макрицький) |              | Арбітри: Марк Мюларт Кріс Севідж |
| 8 хв.                   | Вилучення     | 2 хв.                                                                     |              | Арбітри: Марк Мюларт Кріс Севідж |
| 34                      | Кидки         | 21                                                                        |              | Арбітри: Марк Мюларт Кріс Севідж |

| 17 травня 2010 16:15 | Фінляндія | 5 : 2 (0:0, 3:0, 2:2) | Словаччина | Ланксесс-Арена, Кельн Глядачів: 3,474 |

| Протокол | Протокол                    | Протокол                                                  | Протокол                    | Протокол                          |
| --- | --------------------------- | --------------------------------------------------------- | --------------------------- | --------------------------------- |
| | Пекка Рінне                 | Голкіпери                                                 | Петер Будай Растіслав Станя | Арбітри: Мілан Мінарж Кріс Севідж |
| Контіола (Яакола, Капанен) 29:20 Нуммелін (Галь) 30:13 Йокінен (Нуммелін, Пуйстола) 33:26 Йокінен (Нуммелін, Мієттінен) 56:34 Аалтонен (Ніскала, Рінне) (шпв) 58:54 | 1:0 2:0 3:0 3:1 4:1 4:2 5:2 | 41:58 Татар (Староста) 58:01 Мігалік (Староста, Бартович) |                             | Арбітри: Мілан Мінарж Кріс Севідж |
| 6 хв. | Вилучення                   | 8 хв.                                                     |                             | Арбітри: Мілан Мінарж Кріс Севідж |
| 35 | Кидки                       | 29                                                        |                             | Арбітри: Мілан Мінарж Кріс Севідж |

| 14 травня 2010 20:15 | Білорусь | 2 : 1 | Данія | Ланксесс-Арена, Кельн |

|  |  |  |  |  |
|  |  |  |  |  |
|  |  |  |  |  |
|  |  |  |  |  |

| 18 травня 2010 16:15 | Словаччина | 1 : 2 | Німеччина | Ланксесс-Арена, Кельн |

|  |  |  |  |  |
|  |  |  |  |  |
|  |  |  |  |  |
|  |  |  |  |  |

| 14 травня 2010 20:15 | Росія | 5 : 0 | Фінляндія | Ланксесс-Арена, Кельн |

|  |  |  |  |  |
|  |  |  |  |  |
|  |  |  |  |  |
|  |  |  |  |  |

### Група F
| Команда   | І | П | ВО | ПО | П | ГЗ | ГП | Різ. | Очк. |
| --------- | - | - | -- | -- | - | -- | -- | ---- | ---- |
| Швеція    | 5 | 4 | 0  | 0  | 1 | 18 | 7  | +11  | 12   |
| Швейцарія | 5 | 3 | 0  | 0  | 2 | 12 | 12 | 0    | 9    |
| Чехія     | 5 | 3 | 0  | 0  | 2 | 12 | 10 | +2   | 9    |
| Канада    | 5 | 2 | 0  | 0  | 3 | 22 | 12 | +10  | 6    |
| Норвегія  | 5 | 2 | 0  | 0  | 3 | 9  | 26 | −17  | 6    |
| Латвія    | 5 | 1 | 0  | 0  | 4 | 10 | 16 | −6   | 3    |

Час початку матчів місцевий (UTC+2)
| 14 травня 2010 16:15 | Канада | 12 : 1 | Норвегія | САП-Арена, Мангейм |

|  |  |  |  |  |
|  |  |  |  |  |
|  |  |  |  |  |
|  |  |  |  |  |

| 14 травня 2010 20:15 | Швеція | 4 : 2 | Латвія | САП-Арена, Мангейм |

|  |  |  |  |  |
|  |  |  |  |  |
|  |  |  |  |  |
|  |  |  |  |  |

| 15 травня 2010 20:15 | Швейцарія | 3 : 2 | Чехія | САП-Арена, Мангейм |

|  |  |  |  |  |
|  |  |  |  |  |
|  |  |  |  |  |
|  |  |  |  |  |

| 16 травня 2010 16:15 | Латвія | 5 : 0 | Норвегія | САП-Арена, Мангейм |

|  |  |  |  |  |
|  |  |  |  |  |
|  |  |  |  |  |
|  |  |  |  |  |

| 16 травня 2010 20:15 | Швеція | 3 : 1 | Канада | САП-Арена, Мангейм |

|  |  |  |  |  |
|  |  |  |  |  |
|  |  |  |  |  |
|  |  |  |  |  |

| 17 травня 2010 16:15 | Норвегія | 3 : 2 | Швейцарія | САП-Арена, Мангейм |

|  |  |  |  |  |
|  |  |  |  |  |
|  |  |  |  |  |
|  |  |  |  |  |

| 14 травня 2010 20:15 | Чехія | 3 : 1 | Латвія | САП-Арена, Мангейм |

|  |  |  |  |  |
|  |  |  |  |  |
|  |  |  |  |  |
|  |  |  |  |  |

| 18 травня 2010 16:15 | Канада | 2 : 3 | Чехія | САП-Арена, Мангейм |

|  |  |  |  |  |
|  |  |  |  |  |
|  |  |  |  |  |
|  |  |  |  |  |

| 14 травня 2010 20:15 | Швейцарія | 0 : 5 | Швеція | САП-Арена, Мангейм |

|  |  |  |  |  |
|  |  |  |  |  |
|  |  |  |  |  |
|  |  |  |  |  |

## Турнір на вибування

### Група G
|  | Команда, що кваліфікувалася на чемпіонат світу 2011 |
|  | Команди, що вилетіли у перший дивізіон              |

| Команда   | І | В | ВО | ПО | П | ГЗ | ГП | Різниця | О |
| --------- | - | - | -- | -- | - | -- | -- | ------- | - |
| США       | 3 | 2 | 1  | 0  | 0 | 17 | 2  | +15     | 8 |
| Франція   | 3 | 2 | 0  | 0  | 1 | 7  | 8  | −1      | 6 |
| Італія    | 3 | 1 | 0  | 1  | 1 | 5  | 6  | −1      | 4 |
| Казахстан | 3 | 0 | 0  | 0  | 3 | 4  | 17 | −13     | 0 |

Результати
| Дата          | Стадіон          |           |   |           | Результат                       | Глядачі |
| ------------- | ---------------- | --------- | - | --------- | ------------------------------- | ------- |
| 5 травня 2010 | «Ланксесс-Арена» | США       | – | Казахстан | 10:0 (4:0, 5:0, 1:0)            | 4,529   |
| 5 травня 2010 | «САП-Арена»      | Італія    | – | Франція   | 1:2 (0:1, 0:0, 1:1)             | 3,173   |
|               |                  |           |   |           |                                 |         |
| 7 травня 2010 | «Ланксесс-Арена» | Франція   | – | США       | 0:4 (0:0, 0:2, 0:2)             | 4,325   |
| 7 травня 2010 | «САП-Арена»      | Італія    | – | Казахстан | 2:1 (0:0, 0:0, 2:1)             | 1,934   |
|               |                  |           |   |           |                                 |         |
| 8 травня 2010 | «Ланксесс-Арена» | США       | – | Італія    | 3:2 Б (1:0, 0:1, 1:1, 0:0, 1:0) | 5,864   |
| 8 травня 2010 | «САП-Арена»      | Казахстан | – | Франція   | 3:5 (2:3, 0:1, 1:1)             | 7,845   |

## Плей-оф

### Сітка плей-оф
|  | Чвертьфінали | Чвертьфінали |        |        | Півфінали   | Півфінали   |  |  | Фінал | Фінал |
|  |              |              |        |        |             |             |  |  |       |       |
|  |              |              |        |        |             |             |  |  |       |       |
|  |              |              |        |        |             |             |  |  |       |       |
|  | Росія        | 5            |        |        |             |             |  |  |       |       |
|  | Росія        | 5            |        |        |             |             |  |  |       |       |
|  | Канада       | 2            |        |        |             |             |  |  |       |       |
|  | Канада       | 2            | Росія  | 2      |             |             |  |  |       |       |
|  |              |              | Росія  | 2      |             |             |  |  |       |       |
|  |              | Німеччина    | 1      |        |             |             |  |  |       |       |
|  | Швейцарія    | Німеччина    | 1      | 0      |             |             |  |  |       |       |
|  | Швейцарія    |              |        | 0      |             |             |  |  |       |       |
|  | Німеччина    | 1            |        |        |             |             |  |  |       |       |
|  | Німеччина    | 1            | Росія  | 1      |             |             |  |  |       |       |
|  |              |              | Росія  | 1      |             |             |  |  |       |       |
|  |              | Чехія        | 2      |        |             |             |  |  |       |       |
|  | Швеція       | Чехія        | 2      | 4      |             |             |  |  |       |       |
|  | Швеція       |              |        | 4      |             |             |  |  |       |       |
|  | Данія        | 2            |        |        |             |             |  |  |       |       |
|  | Данія        | 2            | Швеція | 2      | Третє місце | Третє місце |  |  |       |       |
|  |              |              | Швеція | 2      | Третє місце | Третє місце |  |  |       |       |
|  |              | Чехія        | 3      |        |             |             |  |  |       |       |
|  | Фінляндія    | Чехія        | 3      | 1      | Німеччина   | 1           |  |  |       |       |
|  | Фінляндія    |              |        | 1      | Німеччина   | 1           |  |  |       |       |
|  | Чехія        | 2            |        | Швеція | 3           |             |  |  |       |       |
|  | Чехія        | 2            |        |        | 3           |             |  |  |       |       |
|  |              |              |        |        |             |             |  |  |       |       |
|  |              |              |        |        |             |             |  |  |       |       |

## Підсумкова таблиця і статистика
|    | Чехія      |
|    | Росія      |
|    | Швеція     |
| 4  | Німеччина  |
| 5  | Швейцарія  |
| 6  | Фінляндія  |
| 7  | Канада     |
| 8  | Данія      |
| 9  | Норвегія   |
| 10 | Білорусь   |
| 11 | Латвія     |
| 12 | Словаччина |
| 13 | США        |
| 14 | Франція    |
| 15 | Італія     |
| 16 | Казахстан  |

### Найкращі бомбардири
Список найкращих бомбардирів, сортованих за очками. Список розширений, оскільки деякі гравці набрали рівну кількість очок. До списку включені усі гравці із однаковою кількістю очок.
| Гравець                  | І | Г | П  | Очк. | +/– | Штр. | Поз. |
| ------------------------ | - | - | -- | ---- | --- | ---- | ---- |
| Ілля Ковальчук           | 9 | 2 | 10 | 12   | +8  | 2    | Н    |
| Брендон Дубинський       | 6 | 3 | 7  | 10   | +3  | 2    | Н    |
| Магнус Пяяйярві-Свенссон | 9 | 5 | 4  | 9    | +8  | 2    | Н    |
| Рей Вітні                | 7 | 2 | 6  | 8    | 0   | 0    | Н    |
| Джон Таварес             | 7 | 7 | 0  | 7    | +2  | 6    | Н    |
| Павло Дацюк              | 6 | 6 | 1  | 7    | +6  | 0    | Н    |
| Євген Малкін             | 5 | 5 | 2  | 7    | +6  | 10   | Н    |
| Метт Дюшейн              | 7 | 4 | 3  | 7    | +5  | 0    | Н    |
| Максим Афіногенов        | 9 | 3 | 4  | 7    | +7  | 18   | Н    |
| Яромір Ягр               | 9 | 3 | 4  | 7    | +1  | 12   | Н    |
| Якуб Клепіш              | 9 | 3 | 4  | 7    | −1  | 8    | Н    |

Джерело: IIHF.com [Архівовано 2 червня 2010 у Wayback Machine.]

### Найкращі воротарі
Список найращих воротарів, сортованих за відсотком відбитих кидків. У список включені лише ті гравці, які провели щонайменш 40% хвилин.
| Гравець           | ЧНЛ    | К   | ГП | СП   | %ВК   | ША |
| ----------------- | ------ | --- | -- | ---- | ----- | -- |
| Денніс Ендрас     | 364:06 | 181 | 7  | 1.15 | 96.13 | 1  |
| Семен Варламов    | 297:53 | 135 | 7  | 1.41 | 95.07 | 1  |
| Деніел Белліссімо | 263:51 | 172 | 9  | 2.05 | 94.77 | 0  |
| Томаш Вокоун      | 496:27 | 234 | 13 | 1.57 | 94.44 | 0  |
| Андрій Мезін      | 183:57 | 104 | 6  | 1.96 | 94.23 | 0  |

Джерело: IIHF.com

## Нагороди
Найкращими гравцями, обрані дирекцією ІІХФ:
- Найкращий воротар:  Денніс Ендрас
- Найкращий захисник:  Петтері Нуммелін
- Найкращий нападник:  Павло Дацюк

Найкращі гравці за версією журналістів:
- Воротар  Денніс Ендрас
- Захисники  Петтері Нуммелін —  Крістіан Ергофф
- Нападники  Павло Дацюк —  Євген Малкін —  Магнус Пяяйярві-Свенссон
- Найцінніший гравець:  Денніс Ендрас

## Права ІІХФ на трансляцію
| Країна    | ТВ-компанія         |
| --------- | ------------------- |
| Австрія   | ORF                 |
| Білорусь  | НГТРК РБ            |
| Канада    | TSN                 |
| Канада    | TSN2                |
| Канада    | RDS                 |
| Чехія     | ČT                  |
| Данія     | TV2 Sport           |
| Фінляндія | Yle                 |
| Франція   | Sport+              |
| Німеччина | SPORT1              |
| Угорщина  | Sport 1             |
| Італія    | RAI                 |
| Казахстан | KZ Sport 1          |
| Латвія    | Viasat              |
| Норвегія  | NRK                 |
| Польща    | Polsat Sport        |
| Румунія   | Sport 1             |
| Росія     | ВГТРК               |
| Сербія    | Arena Sport         |
| Словенія  | STV                 |
| Швеція    | TV6                 |
| Швейцарія | SRG SSR idée suisse |
| США       | Universal Sports    |

| Країна    | ТВ-компанія     |
| --------- | --------------- |
| Канада    | TSN HD          |
| Канада    | RDS HD          |
| Данія     | TV2 Sport HD    |
| Швеція    | Viasat Sport HD |
| Швейцарія | HD Suisse       |